# Каноков, Тимур Борисович
Тимур Борисович Каноков (род. 24 сентября 1972 года, Шитхала, Кабардино-Балкарская АССР, РСФСР, СССР) — российский политический деятель, депутат Государственной думы VIII созыва от партии «Справедливая Россия — Патриоты — За правду» с 2021 года. Кандидат технических наук.
Из-за вторжения России на Украину, находится под международными санкциями Евросоюза, США, Великобритании и ряда других стран

## Биография
Тимур Каноков родился 24 сентября 1972 года в селе Шитхала. В 1995 году окончил Высшее военно-морское инженерное училище имени В. И. Ленина. В 2007 году защитил кандидатскую диссертацию по теме «Параметры и режимы работы комбинированного почвообрабатывающего агрегата». В 2018 году окончил Российскую академию народного хозяйства и государственной службы при президенте РФ, специальность — «государственное и муниципальное управление».
Занимал должность заместителя директора ЗАО «Холдинговая компания „Синдика-О“». В 2015—2017 годах являлся советником губернатора Смоленской области. До избрания в Государственную думу работал на должности вице-президента по капитальному строительству и внутреннему развитию Ассоциации оптовых и розничных рынков.
В 2016 году впервые баллотировался в Государственную думу от политической партии «Справедливая Россия». Находился под вторым номером в федеральном округе региональной группы № 26 (включающую Вологодскую, Новгородскую и Тверскую области), а также по Заволжскому одномандатному избирательному округу № 180 в Тверской области. По результатам голосования и последующего распределения мандатов между кандидатами из федерального списка в Государственную думу VII созыва не прошел. В одномандатном округе по результатам голосования получил четвёртое место из девяти, в поддержку его кандидатуры отдали голоса 6,43 % избирателей.
В 2021 году повторно участвовал в выборах в Государственную думу (от партии «Справедливая Россия — Патриоты — За правду») по единому федеральному списку от регионального округа, включающего Республику Северная Осетия — Алания, Ставропольский край, Кабардино-Балкарию и Карачаево-Черкесию и был избран в Государственную думу VIII созыва. 12 октября 2021 года избран на должность заместителя председателя комитета Государственной думы по малому и среднему предпринимательству.